# Lijst van gemeenten in het departement Tarn
Hieronder volgt een lijst van de 324 gemeenten (communes) in het Franse departement Tarn (departement 81).

## A
Aguts
- Aiguefonde
- Alban
- Albi
- Albine
- Algans
- Alos
- Almayrac
- Amarens
- Ambialet
- Ambres
- Andillac
- Andouque
- Anglès
- Appelle
- Arfons
- Arifat
- Arthès
- Assac
- Aussac
- Aussillon

## B
Bannières
- Barre
- Beauvais-sur-Tescou
- Belcastel
- Bellegarde
- Belleserre
- Berlats
- Bernac
- Bertre
- Le Bez
- Blan
- Blaye-les-Mines
- Boissezon
- Bournazel
- Bout-du-Pont-de-Larn
- Brassac
- Brens
- Briatexte
- Brousse
- Broze
- Burlats
- Busque

## C
Cabanès
- Les Cabannes
- Cadalen
- Cadix
- Cagnac-les-Mines
- Cahuzac
- Cambon-lès-Lavaur
- Cahuzac-sur-Vère
- Cambon
- Cambounès
- Cambounet-sur-le-Sor
- Les Cammazes
- Campagnac
- Carbes
- Carlus
- Carmaux
- Castanet
- Castelnau-de-Brassac
- Castelnau-de-Lévis
- Castelnau-de-Montmiral
- Castres
- Caucalières
- Cestayrols
- Combefa
- Cordes-sur-Ciel
- Coufouleux
- Courris
- Crespin
- Crespinet
- Cunac
- Cuq
- Cuq-Toulza
- Curvalle

## D
Damiatte
- Dénat
- Donnazac
- Dourgne
- Le Dourn
- Durfort

## E
Escoussens
- Escroux
- Espérausses

## F
Fayssac
- Fauch
- Faussergues
- Fénols
- Ferrières
- Fiac
- Florentin
- Fraissines
- Frausseilles
- Le Fraysse
- Fréjairolles
- Fréjeville

## G
Gaillac
- Garrevaques
- Le Garric
- Garrigues
- Gijounet
- Giroussens
- Graulhet
- Grazac
- Guitalens-L'Albarède

## I
Itzac

## J
Jonquières
- Jouqueviel

## L
Labarthe-Bleys
- Labastide-de-Lévis
- Labastide-Dénat
- Labastide-Gabausse
- Labastide-Rouairoux
- Labastide-Saint-Georges
- Labessière-Candeil
- Laboulbène
- Laboutarie
- Labruguière
- Lacabarède
- Lacapelle-Pinet
- Lacapelle-Ségalar
- Lacaune
- Lacaze
- Lacougotte-Cadoul
- Lacroisille
- Lacrouzette
- Lagardiolle
- Lagarrigue
- Lagrave
- Lamillarié
- Lamontélarié
- Laparrouquial
- Larroque
- Lasfaillades
- Lasgraisses
- Lautrec
- Lavaur
- Lédas-et-Penthiès
- Lempaut
- Lescout
- Lescure-d'Albigeois
- Lisle-sur-Tarn
- Livers-Cazelles
- Lombers
- Loubers
- Loupiac
- Lugan

## M
Magrin
- Mailhoc
- Le Margnès
- Marnaves
- Marsal
- Marssac-sur-Tarn
- Marzens
- Le Masnau-Massuguiès
- Massac-Séran
- Massaguel
- Massals
- Maurens-Scopont
- Mazamet
- Mézens
- Milhars
- Milhavet
- Miolles
- Mirandol-Bourgnounac
- Missècle
- Monestiés
- Montans
- Montauriol
- Montcabrier
- Montdragon
- Montdurausse
- Montels
- Montfa
- Montgaillard
- Montgey
- Montirat
- Montpinier
- Montredon-Labessonnié
- Mont-Roc
- Montrosier
- Montvalen
- Moularès
- Moulayrès
- Moulin-Mage
- Mouzens
- Mouzieys-Teulet
- Mouzieys-Panens
- Murat-sur-Vèbre

## N
Nages
- Navès
- Noailhac
- Noailles

## O
Orban

## P
Padiès
- Palleville
- Pampelonne
- Parisot
- Paulinet
- Payrin-Augmontel
- Péchaudier
- Penne
- Peyregoux
- Peyrole
- Pont-de-Larn
- Poudis
- Poulan-Pouzols
- Prades
- Pratviel
- Puéchoursi
- Puybegon
- Puycalvel
- Puycelsi
- Puygouzon
- Puylaurens

## R
Rabastens
- Rayssac
- Réalmont
- Le Rialet
- Le Riols
- Rivières
- Ronel
- Roquecourbe
- Roquemaure
- Roquevidal
- Rosières
- Rouairoux
- Rouffiac
- Roumégoux
- Roussayrolles

## S
Saint-Affrique-les-Montagnes
- Saint-Agnan
- Saint-Amancet
- Saint-Amans-Soult
- Saint-Amans-Valtoret
- Saint-André
- Saint-Antonin-de-Lacalm
- Saint-Avit
- Saint-Beauzile
- Saint-Benoît-de-Carmaux
- Saint-Christophe
- Sainte-Cécile-du-Cayrou
- Saint-Cirgue
- Sainte-Croix
- Saint-Gauzens
- Sainte-Gemme
- Saint-Genest-de-Contest
- Saint-Germain-des-Prés
- Saint-Germier
- Saint-Grégoire
- Saint-Jean-de-Marcel
- Saint-Jean-de-Rives
- Saint-Jean-de-Vals
- Saint-Juéry
- Saint-Julien-du-Puy
- Saint-Julien-Gaulène
- Saint-Lieux-Lafenasse
- Saint-Lieux-lès-Lavaur
- Saint-Marcel-Campes
- Saint-Martin-Laguépie
- Saint-Michel-Labadié
- Saint-Michel-de-Vax
- Saint-Paul-Cap-de-Joux
- Saint-Pierre-de-Trivisy
- Saint-Salvi-de-Carcavès
- Saint-Salvy-de-la-Balme
- Saint-Sernin-lès-Lavaur
- Saint-Sulpice-la-Pointe
- Saint-Urcisse
- Saïx
- Saliès
- Salles
- Salvagnac
- Saussenac
- Sauveterre
- La Sauzière-Saint-Jean
- Le Ségur
- Sémalens
- Senaux
- Senouillac
- Le Sequestre
- Sérénac
- Serviès
- Sieurac
- Sorèze
- Soual
- Souel

## T
Taïx
- Tanus
- Tauriac
- Técou
- Teillet
- Terre-Clapier
- Terssac
- Teulat
- Teyssode
- Tonnac
- Le Travet
- Tréban
- Trébas
- Trévien

## V
Vabre
- Valderiès
- Valdurenque
- Valence-d'Albigeois
- Vaour
- Veilhes
- Vénès
- Verdalle
- Le Verdier
-  Viane
- Vielmur-sur-Agout
- Vieux
- Villefranche-d'Albigeois
- Villeneuve-lès-Lavaur
- Villeneuve-sur-Vère
- Vindrac-Alayrac
- Le Vintrou
- Virac
- Viterbe
- Viviers-lès-Lavaur
- Viviers-lès-Montagnes